# Yarmbang
Yarmbang est un village de la commune de Djohong situé dans la région de l'Adamaoua et le département du Mbéré au Cameroun.

## Population
En 1967, Yarmbang comptait 1 083 habitants, principalement Gbaya, Bororo ou Foulbe.
Lors du recensement de 2005, 3 355 personnes y ont été dénombrées.